# Litchfield Towers
Litchfield Towers, comúnmente conocido en el campus como "Towers", es un complejo de residencias estudiantiles en campus principal de la Universidad de Pittsburgh en el vecindario de Oakland en Pittsburgh, Pensilvania. Litchfield Towers es la residencia de estudiantes más grande y más alta de la Universidad de Pittsburgh y alberga a aproximadamente 1850 estudiantes.
Diseñado por el estudio de arquitectura Deeter & Ritchey, el complejo se completó en 1963 y recibió el nombre del ex canciller Edward Litchfield tras su muerte en un accidente aéreo en 1968. El complejo consta de tres torres, que durante la construcción fueron designadas A, B y C en los planos arquitectónicos. Los nombres se quedaron después de que se completaron las torres, y las torres todavía se llaman así hoy.
Las torres A, B y C albergan principalmente a estudiantes de primer año de primer año. Las torres son todas de diferentes alturas y difieren ligeramente en su alojamiento. La torre B es la más alta de las tres, con 22 pisos. La Torre A tiene 19 pisos de altura y la Torre C tiene 16 pisos de altura. Las habitaciones de las Torres A y B son del mismo tamaño, aproximadamente 5,2 por 3,4 m. Sin embargo, estas medidas no son exactas porque las tres torres son de forma cilíndrica (aunque en realidad tienen veinte lados) y, por lo tanto, las habitaciones son algo trapezoidales.

## Historia
La propuesta original para el complejo "dormitorio de rascacielos inusual", diseñado por Dahlen Ritchey del estudio de arquitectura de Deeter & Ritchey, se dio a conocer en junio de 1960 y pidió tres torres para contener viviendas con vistas despejadas para 1868 estudiantes varones. Las torres fueron designadas preliminarmente como A, B y C, con los estudiantes universitarios para ocupar las torres A y B y los estudiantes graduados la torre C. Las torres se levantarían desde una base de tres pisos que incluía un comedor con capacidad para 14 000 estudiantes, sirviendo a los hombres de las torres. y mujeres de las residencias cercanas Schenley Quadrangle, así como un estacionamiento en su nivel inferior. La construcción se retrasó inicialmente un año debido a los altos gastos percibidos, pero los dormitorios abrieron en septiembre de 1963 a un costo de 14 millones de dólares con inicialmente 1,150 residentes ocupando aproximadamente dos tercios de los espacios.
La referencia a las tres torres como A, B y C, que se originó en sus diseños, permanece hasta el día de hoy, aunque desde sus inicios, las torres han sido designadas con apodos no oficiales que reflejan la similitud de su forma con el envase del bote de la coincidiendo con los productos de limpieza comerciales Ajax, Bab-O y Comet. Debido a la oscuridad del limpiador Bab-O en años más recientes, la Torre B a menudo se conoce con los apodos de Bon Ami y Bounty.
Colectivamente, los dormitorios fueron al principio simplemente referidos por la universidad como las Residencias de la Torre. En 1971, la universidad nombró formalmente al complejo Litchfield Towers en honor a Edward Litchfield, quien se desempeñó como canciller de Pitt durante su construcción y posteriormente murió en un trágico accidente aéreo en 1968.

## Torres A y B
Las torres A y B son muy similares entre sí. Todas las habitaciones en ambas torres son dobles, lo que significa que dos personas comparten cada habitación. Hay un salón del tamaño de tres dormitorios cada tercer piso, que contiene un televisor grande y varios sofás y mesas para estudiar. Los eventos comunitarios y patrocinados por la universidad se llevan a cabo con frecuencia en los distintos salones de las torres. Cada piso comparte un baño común, con varias duchas y baños. Cada piso tiene veinte habitaciones, a excepción de los pisos del salón, que solo tienen diecisiete. El asistente residente de cada piso vive solo en su habitación respectiva, lo que significa que cada piso alberga a 39 personas. En la planta baja de la Torre A hay un pequeño gimnasio que contiene cintas de correr, elípticas, bicicletas y equipos de pesas. Una oficina de correos en pleno funcionamiento y todos los buzones de correo de los estudiantes se encuentran en la planta baja de la Torre B. Debido al hecho de que las Torres A y B son residencias exclusivamente para estudiantes de primer año, ambas están designadas como libres de alcohol. Su distribución, venta y consumo, se castiga si se descubre.
Anteriormente, había varias comunidades estudiantiles especializadas en Litchfield Towers que fueron reservadas por la universidad, aunque desde entonces se han trasladado a otros espacios de alojamiento en el campus. Los estudiantes que cursan estudios académicos y carreras en ingeniería, comúnmente conocidos como los pisos "ESPACIO", se ubicaron en los pisos 8 a 11 de la Torre A hasta que se trasladó a Forbes Hall en 2011. La Comunidad de Aprendizaje Viviente de primer año de University Honors College se encontraba en los pisos 11 y 12 de la Torre B antes de 2005, y luego en los pisos 11 a 14 después de 2005, y la Comunidad de Aprendizaje Viviente de la Facultad de Administración de Empresas de la Universidad de Pittsburgh es ubicado en los pisos 9 y 10 de la Torre B. Después del año escolar 2006-2007, la Comunidad de Honores de primer año de University Honors College se trasladó a Forbes Hall hasta 2011 cuando se trasladó a Sutherland Hall, mientras que el College of Business Administration Living Learning Community se trasladó directamente a Sutherland Hall en 2007.

## Torre C
La Torre C se diferencia de las Torres A y B en varios aspectos, pero principalmente en el hecho de que sus habitaciones son de uso individual. Las habitaciones son 2/3 del tamaño de las habitaciones de las Torres A y B, y al igual que la Torre A y la Torre B, cada tercer piso tiene un salón que contiene un televisor, sofás y mesas para estudio adicional. Además, cada piso tiene 30 habitaciones, excepto los pisos que contienen un salón, que tienen 27. La Comunidad de Aprendizaje Vivo de ROTC está ubicada en la Torre C. Hasta 2010-11, la Torre C estaba abierta a estudiantes de cualquier año, sin embargo, ahora alberga principalmente a estudiantes de primer año.

## Servicios para estudiantes
Como el dormitorio más grande en el campus de la Universidad de Pittsburgh, Litchfield Towers alberga varios servicios para estudiantes con el fin de acomodar a su gran población.

### Panther Central
Panther Central es el centro de la mayoría de los servicios básicos para estudiantes. Algunos de estos servicios incluyen la emisión de tarjetas de identificación de estudiantes, el reemplazo de tarjetas de identificación perdidas, la verificación del estado residencial de los estudiantes con tarjetas de identificación olvidadas, el suministro de información general, la realización de solicitudes de mantenimiento para las habitaciones y otros servicios similares.
Hasta el año académico 2007, la planta baja del complejo de torres de Litchfield albergaba dos comedores universitarios, ambos administrados por el conglomerado francés de servicios de alimentos Sodexo. "The Marketplace" (antes conocido como C-Side) era un bufé libre de comidas tradicionales como pastas y ensaladas. El menú cambió a lo largo del día, comenzando con alimentos para el desayuno como waffles y cereales y terminando con platos para la cena como lasaña. El otro, "Eddie's", estaba estructurado más como un patio de comidas, con varias tiendas de alimentos independientes que servían alimentos como sándwiches, pollo y hamburguesas. Eddie's también tenía una pequeña tienda de comestibles que vendía principalmente bocadillos y cenas empaquetadas. La tienda de comestibles ofrecía una pequeña selección de alimentos kosher. Aún permanece la pequeña tienda en el vestíbulo de Towers, "Common Grounds", que vende café, jugo, bagels y otros productos horneados.
Para el otoño de 2007, las instalaciones de comedor de Litchfield Tower fueron completamente remodeladas. El comedor recientemente renovado se ha denominado "Market Central" y contiene seis nuevos lugares donde se puede comer todo lo que pueda y dos áreas de comida para llevar ("Market-To-Go" y "Quick Zone"). Los residentes del campus a menudo denominados simplemente "Market", los lugares de Market Central ofrecen una gran variedad. El Flying STAR Diner, por ejemplo, ofrece desayuno las 24 horas, mientras que Magellan's sirve comida de todo el mundo, como rollos de huevo y otras especialidades étnicas. Al ingresar, los estudiantes presentan sus identificaciones del campus para obtener acceso a los seis lugares durante toda su duración en las instalaciones. Se pueden usar pases de comida o dólares para cenar para la entrada. En 2013, las renovaciones de Market Central incluyeron duplicar el tamaño de Quick Zone y la adición de un puesto de helados y postres "Towers Treats".

### Seguridad
Aunque Panther Central, el Towers Lobby que conecta las tres torres y los servicios de comedor ubicados en la planta baja son accesibles para todos, solo los residentes pueden ingresar a las torres individuales y deben presentar su tarjeta de identificación de estudiante a un guardia de seguridad las 24 horas para ganar entrada. Los visitantes de cualquiera de las torres deben ser registrados por un residente de la torre y deben presentar su tarjeta de identificación de estudiante si son estudiantes o una forma válida de identificación con fotografía si no lo son. Los invitados registrados por residentes deben cerrar la sesión y salir de la Torre antes de las 2:00 a. M. De lo contrario, se debe completar una solicitud de pernoctación, de la cual un estudiante solo puede presentar un cierto número cada semestre académico. Ningún residente puede registrar la entrada de más de tres personas a la vez.
Durante los períodos designados de entrada y salida al principio y al final de los semestres, los ascensores de las tres torres pueden acceder al garaje del sótano, lo que permite a los estudiantes y visitantes viajar libremente entre las torres.

## Galería

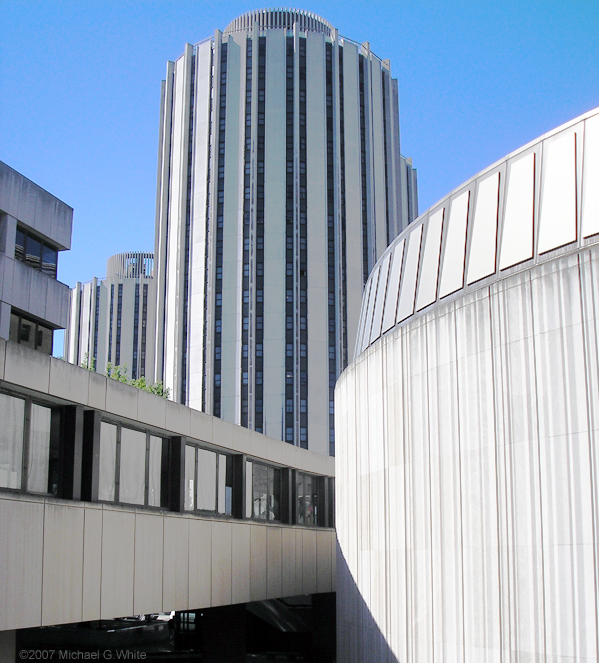
Puente peatonal entre los edificios del complejo.
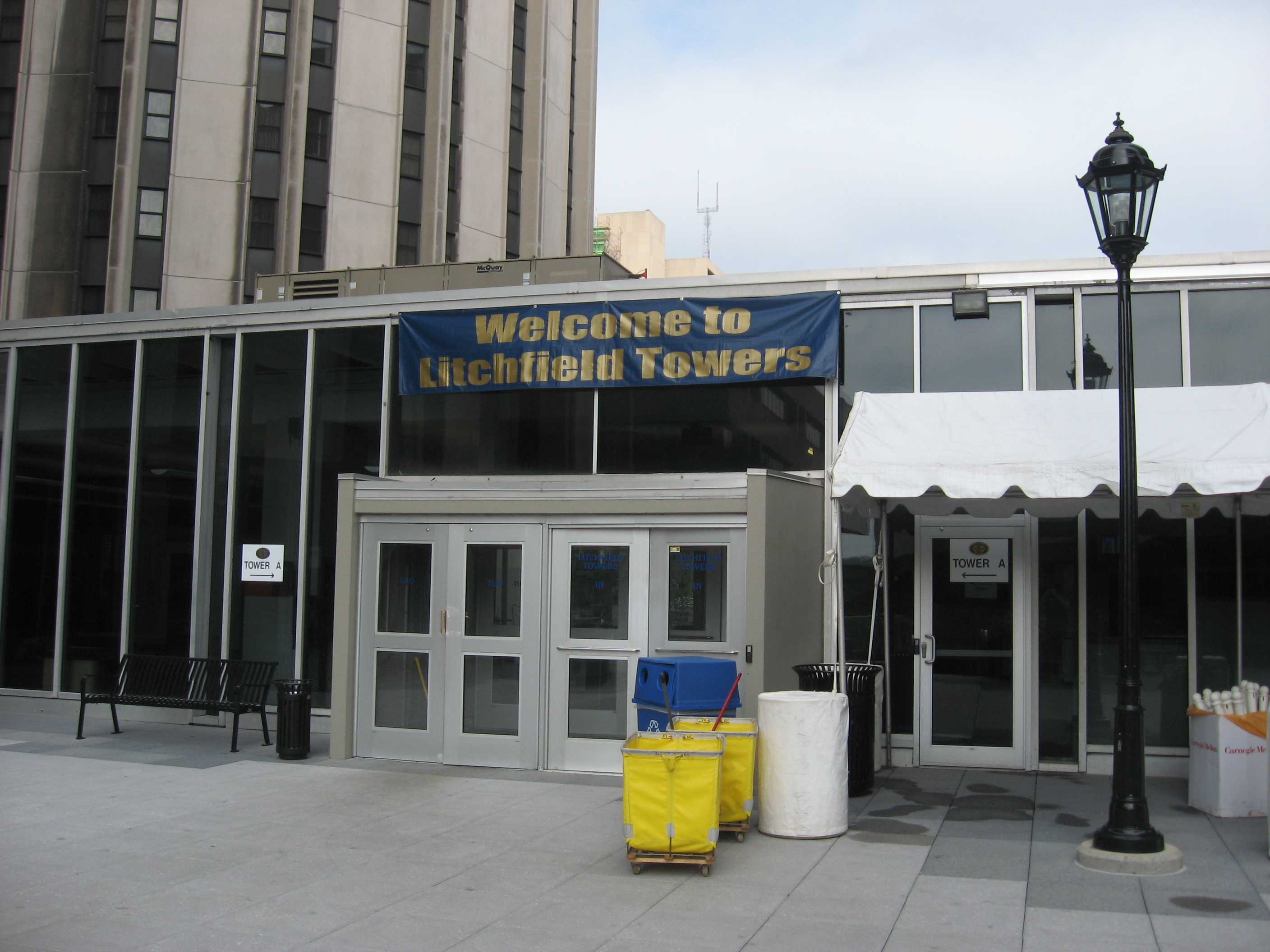
Entrada de Forbes Avenue al vestíbulo de Litchfield Towers.
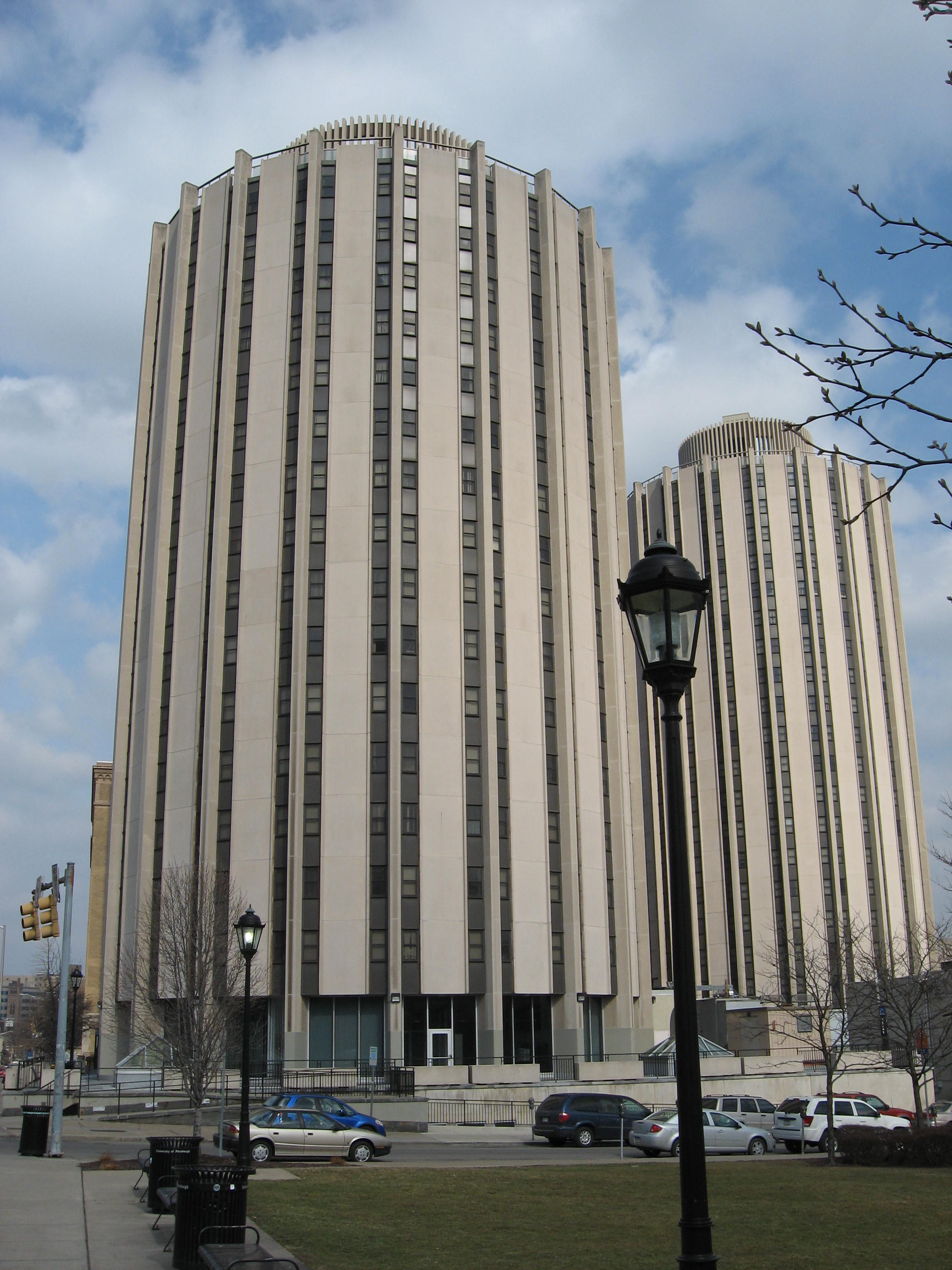
Torre A (der.) y Torre C (izq.)
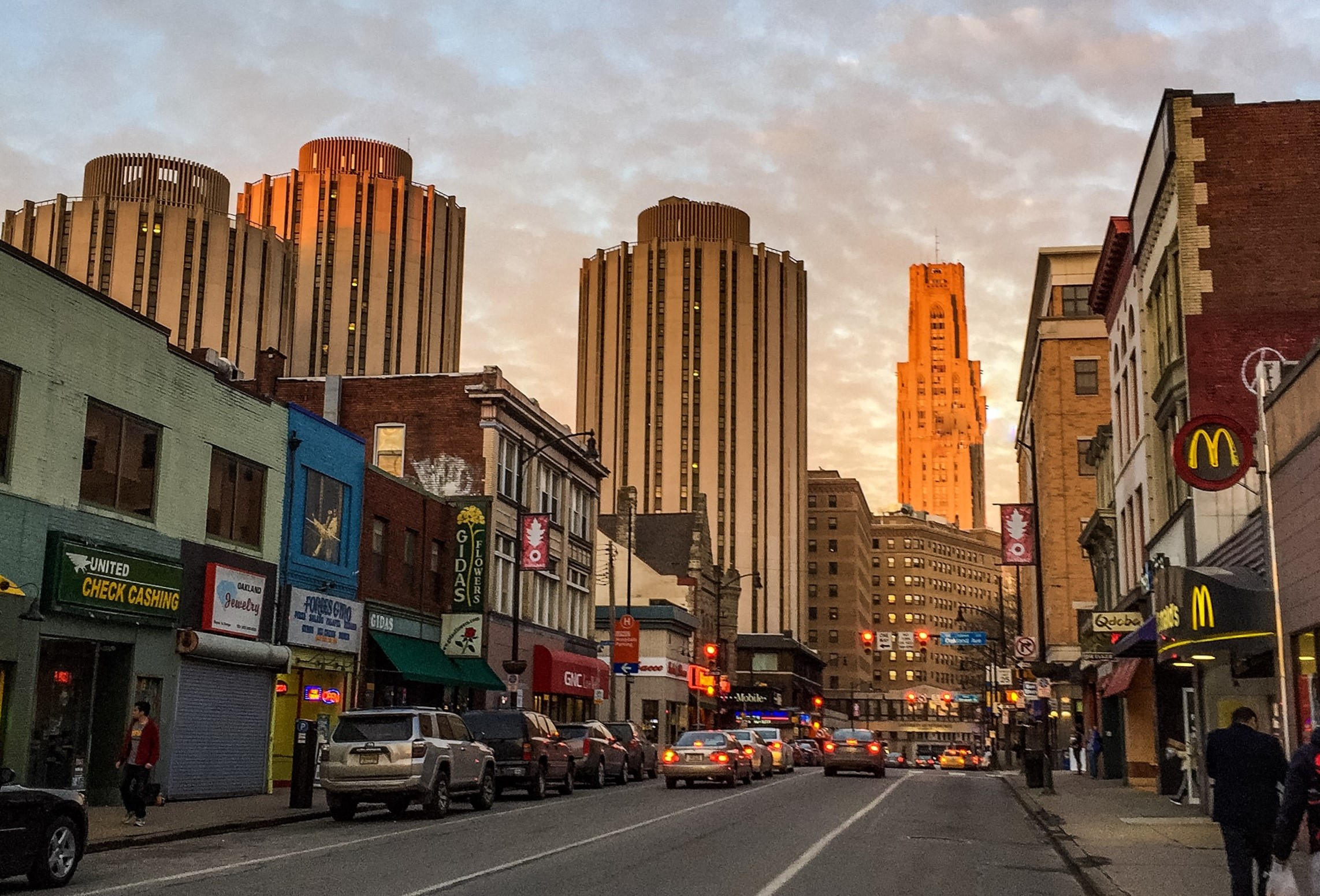
Las torres en el skyline de Pittsburgh.